# Кабот, Джон
Джон Ка́бот (Джова́нни Кабо́то) (англ. John Cabot, итал. Giovanni Caboto; ок. 1450, Генуя — ок. 1498) — итальянский и французский мореплаватель и купец на английской службе, впервые исследовавший побережье Канады.

## Биография

### Происхождение
Родился в Италии. Известен под именами: на итальянский манер — Джованни Кабото, Джон Кабот — на английский, Жан Кабо́ — на французский, Хуан Кабо́то — на испанский, Жуан Кабо́ту — на португальский. В неитальянских источниках конца XV — начала XVI века встречаются различные варианты его имени.
Примерной датой рождения Джона Кабота считается 1450 год, хотя не исключено, что родился он немного раньше. Предполагаемые места рождения — Гаэта (итальянская провинция Латина) и Кастильоне-Кьяварезе, что в провинции Генуя.
В 1496 году современник Кабота, испанский дипломат Педро де Айала, упомянул о нём в одном из своих писем Фердинанду и Изабелле как об «очередном генуэзце, как Колумб, предлагающем английскому королю предприятие, подобное плаванию в Индию».
Известно, что в 1476 году Кабот стал гражданином Венеции, что говорит о том, что семья Кабота переехала в Венецию в 1461 году или раньше (получение венецианского гражданства было возможно только в случае проживания в этом городе на протяжении 15 лет).

## Путешествия

### Подготовка и финансирование
В Севилье и Лиссабоне Кабот пытался заинтересовать испанских монархов и португальского короля своим проектом достижения страны пряностей через Северную Азию, но потерпел неудачу. После того как примерно в середине 1495 года Кабот переехал с семьёй в Англию, его начали звать на английский манер Джоном Каботом. В итоге он нашёл в этой стране финансовую поддержку, то есть был нанят на службу иностранным государством.
План его путешествия, видимо, зародился ещё в конце 1470-х гг., когда он ходил на Ближний Восток за индийскими товарами. Тогда он расспрашивал арабских купцов, откуда они
получают пряности, и из их неясных ответов заключил, что пряности «родятся» в неких странах, расположенных далеко к северо-востоку от «Индий». Поскольку Кабот уже считал Землю шаром, он сделал логический вывод, что далёкий для индийцев северо-восток — «родина пряностей» — является «близким» для итальянцев северо-западом. Следовательно, согласно его плану, надо было сократить путь, начав плавание к вожделенным землям от северных широт, где долготы значительно ближе друг к другу.
По мнению исследователей, сразу по прибытии в Англию Кабот отправился в Бристоль в поисках поддержки.
Все последовавшие экспедиции Кабота стартовали именно в этом порту, и это был единственный английский город, проводивший исследовательские экспедиции в Атлантику. К тому же, жалованная грамота Каботу предписывала, что все экспедиции должны предприниматься из Бристоля. Хотя Бристоль кажется наиболее удобным городом для поиска Каботом финансирования, в начале 2000-х гг. британский историк Элвин Руддок, придерживавшаяся ревизионистских взглядов при изучении жизненного пути мореплавателя, объявила о находке свидетельств того, что в действительности последний сначала отправился в Лондон, где заручился поддержкой итальянской диаспоры. Руддок предположила, что покровителем Кабота стал монах ордена св. Августина Джованни Антонио де Карбонарис, бывший в хороших отношениях с королём Генрихом VII и представивший ему Кабота. Руддок утверждала, что именно так предприимчивый навигатор получил ссуду от итальянского банка в Лондоне.
Подтвердить её слова сложно, поскольку она распорядилась уничтожить свои записки после её смерти в 2005 году. Организованный в 2009 году британскими, итальянскими, канадскими и австралийскими исследователями в Бристольском университете «Проект Кабота» («The Cabot Project») направлен на поиски
недостающих свидетельств в поддержку утверждений Руддок о ранних путешествиях и других плохо изученных фактах жизни Кабота.
Жалованная грамота, данная Каботу 5 марта 1496 года Генрихом VII, позволяла ему и его сыновьям плавать «во все части, регионы и берега Восточного, Западного и Северного морей, под британскими знамёнами и флагами, с пятью судами любого качества и нагрузки, а также с любым количеством моряков и любыми людьми, которых они хотят с собой взять…» Король оговаривал для себя пятую часть дохода от экспедиции. В разрешении намеренно не указывалось южное направление, чтобы избежать столкновения с испанцами и португальцами.
Подготовка Кабота к путешествию проходила в Бристоле. Бристольские купцы дали средства на снаряжение новой западной экспедиции, получив известия об открытиях Колумба. Возможно, Кабота во главе экспедиции поставили они, возможно, он вызвался сам. Бристоль был главным морским портом Западной Англии и центром английского рыболовства в Северной Атлантике. Начиная с 1480 года бристольские купцы несколько раз посылали суда на запад на поиски мифического Бразила, «Острова блаженных», якобы находившегося где-то в Атлантическом океане, и «Семи золотых городов», но все корабли возвращались обратно, не совершив никаких открытий. Многие, однако, верили, что Бразил был достигнут бристольцами ранее, но потом сведения о его местонахождении якобы были утеряны. По мнению ряда учёных, ещё в первой половине XV века бристольские купцы и, возможно, пираты, неоднократно плавали в Гренландию, где в те времена существовала ещё колония скандинавских поселенцев.

### Первое путешествие
Поскольку Кабот получил жалованную грамоту в марте 1497 года, считается, что плавание проходило летом этого же года. Все, что известно о первом плавании, содержится в письме бристольского купца Джона Дея, адресованного Христофору Колумбу и написанного зимой 1497—1498 годов. В письме содержится данные о первых двух плаваниях Кабота, упоминается также якобы несомненный случай обнаружения бристольскими купцами мифического Бразила, которые, по словам Дея, к тому же достигли позднее мыса тех земель, куда намеревался отправиться Кабот. В основном в нём говорится о плавании 1497 года. Первому путешествию посвящено лишь одно предложение: «Поскольку Ваша светлость заинтересована сведениями о первом плавании, вот что произошло: он отправился на одном корабле, его экипаж запутал его, припасов было немного, и он столкнулся с плохой погодой, и решил повернуть назад».

### Второе путешествие
Вся информация о плавании 1497 года также черпается из четырёх небольших писем и сообщений в бристольской «Хронике Мориса Тоби». Последняя содержит сухие факты о втором плавании Кабота. Систематически ведущаяся с 1565 года, Бристольская хроника в записи от 1496/97 г. повествует: «В этот год, в день св. Иоанна Крестителя [24 июня 1497] земля Америка была найдена купцами из Бристоля, на бристольском корабле, названным „Мэтью“; это судно отправилось из Бристоля во второй день мая и вернулось домой 6 августа». Эта запись ценна тем, что из всех сохранившихся источников только она содержит информацию о времени начала и завершения экспедиции. К тому же, это единственный источник до XVII в., упоминающий название корабля Кабота. Несмотря на то, что данный источник поздний, некоторые детали подтверждаются источниками, о которых бристольский хронист знать не мог. Поэтому считается, что он скопировал основную информацию из какой-то более ранней хроники заповеди, заменив слова «новая земля» («new found land», или нечто подобное) словом «Америка», ставшим общеупотребительным к 1565 году. Будучи подтверждаемой другими источниками, информация из данной хроники считается достоверной.
Вышеупомянутое так называемое письмо Джона Дея было написано бристольским купцом зимой 1497-98 г. человеку, который практически наверняка определён как Христофор Колумб. Колумб, вероятно, был заинтересован плаванием, поскольку, будь открытые Каботом земли расположены западнее меридиана, установленного Тордесильясским договором как граница сфер влияния Испании и Португалии, или отправься Кабот западнее запланированного, плавание представляло бы собой открытый вызов монопольным правам Колумба на западные исследования. Письмо ценно тем, что его автор был, предположительно, напрямую связан с главными действующими лицами путешествия и собрал о нём все детали, которые мог. Дей пишет, что судно Кабота провело в пути 35 дней, прежде чем была замечена суша; около месяца Кабот исследовал берега, продвигаясь к вышеупомянутому мысу, располагавшемуся наиболее близко к берегам Ирландии; за 15 дней экспедиция достигла берегов Европы.
В ещё одном письме, написанном 23 августа 1497 года венецианским купцом Лоренцо Паскуалиго, плавание Кабота упоминается как некий слух: «Этот наш венецианец, который отправился из Бристоля на маленьком корабле вернулся и говорит, что нашёл земли в 700 лигах
от Бристоля… он проплыл вдоль берегов 300 лиг… и не видел ни души; но привёз сюда королю кое-какие штучки… так что по ним он судит, что на той земле есть жители».
Автор третьего письма, дипломатического характера, неизвестен. Оно было написано 24 августа 1497 года, по всей видимости, правителю Милана. Плавание Кабота лишь коротко упоминается в данном письме, также говорится, что король намерен снабдить Кабота для нового плавания пятнадцатью или двадцатью кораблями.
Четвёртое письмо также адресуется миланскому правителю и написано миланским послом в Лондоне Раймондо де Раймонди де Сончино 18 декабря 1497 года. Письмо, видимо, основано на личных беседах его автора с Каботом и его бристольскими соотечественниками, которые названы «ключевыми людьми в данном предприятии» и «прекрасными мореплавателями». Здесь же рассказывается, что Кабот нашёл в море место, «роящееся» рыбой, и правильно оценил свою находку, объявив в Бристоле, что теперь англичане могут не ходить за рыбой в Исландию.
Вдобавок к вышеупомянутым четырём письмам, доктор Элвин Руддок утверждала, что нашла ещё одно, написанное 10 августа 1497 года базировавшимся в Лондоне банкиром Джованни Антонио до Карбонарисом. Это письмо ещё предстоит найти, поскольку неизвестно, в
каком архиве Руддок обнаружила его. Из её комментариев можно допустить, что подробного описания плавания письмо не содержит. Однако письмо может представлять собой ценный источник, если, как утверждала Руддок, действительно содержит новые сведения в поддержку тезиса о том, что мореплаватели Бристоля обнаружили землю по ту сторону океана ещё до Кабота.
Известные источники не сходятся во всех деталях о путешествии Кабота, поэтому не могут считаться полностью достоверными. Однако обобщение представленной в них информации позволяет говорить, что:
- У Кабота было лишь одно небольшое судно вместимостью 50 тонн (водоизмещением около 85 тонн) — бристольский корабль «Мэтью» (The Matthew of Bristol; корабль, видимо, был назван в честь жены Кабота Маттеи[18]).
- На корабле было достаточно припасов для семи или восьми месяцев плавания.
- Судно отплыло в мае с экипажем в 18 или 20 человек. Некоторые члены экипажа были людьми довольно высокого статуса: это, по меньшей мере, два бристольских купца. На корабле также присутствовали, помимо бристольских моряков, один бургундец и один генуэзский цирюльник (видимо, в качестве хирурга).
- Экспедиция Кабота, покинув Бристоль, проплыла мимо Ирландии через Атлантический океан и достигла южной оконечности острова Ньюфаундленд 24 июня 1497 года — Кабот назвал эту землю Терранова.
- В одной из гаваней Кабот высадился и объявил землю владением английского короля. Точное место этой высадки является предметом споров: историки в разные времена предполагали, что это были Бонависта, Сент-Джонс на Ньюфаундленде, остров Кейп-Бретон, Новая Шотландия, Лабрадор, Мэн. Правительства Канады и Великобритании официально признают местом высадки Кабота мыс Бонависта на острове Ньюфаундленд. Вне зависимости от реального места высадки Кабота, его экспедиция считается первой европейской экспедицией, достигшей берегов Северной Америки со времён викингов.
- Кабот лишь раз ступил на североамериканскую землю — недалеко от участка суши, который они в первую очередь заметили с корабля — и, имея немногочисленный экипаж, не осмелился продвинуться вглубь «дальше расстояния арбалетного выстрела»[19]. В письмах Паскуалиго и Дея отмечается, что контакт с аборигенами не имел места, однако Дей пишет, что члены экипажа поняли, что достигнутая земля не была безлюдна: они обнаружили остатки кострища, человеческую тропу, рыболовные сети, навоз животных, которых они посчитали одомашненными, и деревянное орудие труда. Команда задержалась на новой земле достаточно лишь для того, чтобы пополнить запасы пресной воды и оставить после себя венецианское и папское знамёна. После этого Кабот провёл несколько дней, «исследуя берега», дойдя приблизительно до 46° 30 с. ш. и 55° з. д. В море он увидел большие косяки сельди и трески — так была обнаружена Большая Ньюфаундлендская банка, долгое время один из самых богатых в мире районов рыболовства, крупная — более 300 тыс. км2 — отмель в Атлантике. Плывя вдоль берега, Кабот видел две фигуры, бегущие друг за другом, но не различил, были ли это животные или люди. Членам экипажа казалось, что на суше видны поля, где могли быть поселения. В основном новые земли открывались при движении обратно (о чём пишет Джон Дей), из чего можно заключить, что высадка произошла с уклоном на юго-запад.

Кабот достиг Бристоля 6 августа 1497 года. В Англии решили, что он открыл «царство великого хана», как в то время называли Китай.

### Третье путешествие
Вернувшись в Англию, Кабот сразу отправился на королевскую аудиенцию. 10 августа 1497 года он был награждён как чужеземец и бедняк 10 фунтами стерлингов, что эквивалентно двухлетнему заработку обычного ремесленника. По прибытии Кабота чествовали как первооткрывателя. 23 августа 1497 года Раймондо де Раймонди де Сончино писал, что Кабота «называют великим адмиралом, он одет в шёлк, и эти англичане бегают за ним, как сумасшедшие». Подобное восхищение продолжалось недолго, поскольку в течение следующих нескольких месяцев внимание короля было захвачено Вторым восстанием корнцев 1497 года. Восстановив свою власть в регионе, король вновь обратил внимание на Кабота. В декабре 1497 года Кабота наградили пенсией в размере 20 фунтов стерлингов
в год. В феврале следующего года Каботу была жалована грамота на проведение второй экспедиции.
В Большой лондонской хронике (The great chronicle of London) сообщается, что Кабот отплыл из Бристоля в начале мая 1498 года с флотом из пяти судов. Утверждается, что некоторые корабли были нагружены товарами, в том числе предметами роскоши, что говорит о том, что экспедиция надеялась вступить в торговые связи.
В письме испанского уполномоченного в Лондоне Педро де Айалы Фердинанду и Изабелле сообщается, что один из кораблей попал в июле в шторм и был вынужден остановиться у берегов Ирландии, остальные же корабли продолжили свой путь. Источников о данной экспедиции на настоящий момент известно очень мало. Несомненно лишь то, что английские суда в 1498 году достигли Северо-Американского материка и прошли вдоль его восточного побережья далеко на юго-запад. О больших географических достижениях второй экспедиции Кабота известно не из английских, а из испанских источников. На знаменитой карте Хуана де ла Косы (принимавшего участие в первой экспедиции Колумба и являвшегося капитаном и владельцем её флагмана «Санта-Мария») нанесена длинная береговая линия далеко к северу и северо-востоку от Эспаньолы и Кубы с реками и рядом географических названий, а также с заливом, на котором написано: «море,
открытое англичанами» и с несколькими английскими флагами.
Предполагается, что флот Кабота заблудился в океанских водах. Предполагают, что Джон Кабот умер в пути, и командование кораблями перешло к его сыну Себастьяну Каботу. Относительно недавно доктор Элвин Руддок сообщила, что обнаружила свидетельства того, что Кабот вернулся со своей экспедицией в Англию весной 1500 года, то есть что Кабот возвратился после долгого двухлетнего исследования восточного побережья Северной Америки, вплоть до испанских
территорий в Карибском море.

## Потомство
Сын Кабота Себастьян позднее, в 1508 г., совершил, с его слов, одно плавание к Северной Америке в поисках Северо-Западного прохода.
Себастьян был приглашён в Испанию на должность главного картографа. В 1526—1530 гг. он возглавлял большую испанскую экспедицию к берегам Южной Америки. Достиг устья реки Ла-Платы. По рекам Парана и Парагвай проник вглубь южноамериканского континента.
Потом его снова переманили к себе англичане. Здесь Себастьян получил должность главного смотрителя морского ведомства. Он был одним из основателей английского морского флота. Он же инициировал попытки достигнуть Китая двигаясь на восток, то есть по нынешнему северному морскому пути. Организованная им экспедиция под руководством Ченслера дошла до устья Северной Двины в районе нынешнего Архангельска. Отсюда Ченслер добрался до Москвы, где в 1554 году заключил с Иваном Грозным торговый договор между Англией и Россией.